# Коханава
Коханава или Коханово (блр. Коханава; рус. Коханово) насељено је место са административним статусом варошице (городской посёлок) у североисточном делу Републике Белорусије, односно на југу Витепске области. Административно припада Талачинском рејону.
Према проценама из 2010. у вароши је живело 4.300 становника.

## Географија
Коханово се налази на око 24 km источније од административног центра припадајућег му рејона Талачина. Важна је железничка раскрсница на линији Минск—Орша.

## Историја
Насеље се у писаним изворима први пут помиње 1511. као насељено место у границама Витепског војводства тадашње Велике Кнежевине Литваније. У границама литванске државе остаје све до 1772. и прве поделе Пољско-литванске Уније када постаје делом Руске Империје.
Године 1868, у насељу је основана виша школа која је касније прерасла у гимназију, а две касније основана је и болница. Године 1924, прелази у границе Белоруске ССР и све до 1931. обавља функцију административног центра истоименог рејона (по други пут од 1946. до 1956). У међувремену је било у границама Талачинског рејона (у чијим границама се налази и данас). Године 1947, административно је уређен као варошица.

## Демографија
Према резултатима пописа из 2009. у вароши је живело 4.300 становника.